# Magus of the Library
Magus of the Library (圕の大魔術師, Toshokan no Daimajutsushi) est une série de manga écrite et illustrée par Mitsu Izumi. La série est publiée au Japon depuis novembre 2017 sur le magazine mensuel Good! Afternoon de l'éditeur Kōdansha. La version française est éditée par Ki-oon.

## Synopsis
Dans un petit village, un jeune garçon du nom de Shio est victime de discrimination parce qu'il est métis et se trouve le seul à avoir la peau claire avec des oreilles pointues. Il se retrouve seul mais pour s'évader de ce monde brutal, il a une passion : les livres. Un jour, il rencontre une des fameuses « Kahunas », qui sont des bibliothécaires de la plus grande bibliothèque du monde, qui visite le village, et le destin du garçon commence à basculer.

## Personnages
Shio Fumi (シオ＝フミス)
Il s'agit du personnage principal de l'histoire, un garçon passionné par les livres et qui vit dans un petit village du nom de Amun. C'est un métis, mélange de Hurons et de Hopis, avec des yeux verts caractéristiques des Hopis, des cheveux blonds, une peau blanche, de longues oreilles pointues et une cicatrice en forme de croix sur le front. Il n'a pas de parents et vit avec sa sœur aînée, Tifa, dans les faubourgs du village. En raison de son apparence et de sa pauvreté, il est discriminé par la plupart des villageois et a été appelé par le terme péjoratif « Oreilles pointues » au lieu de son nom. Shio lui-même est mécontent de cette situation, croyant qu'un jour un héros apparaîtra qui l'emmènera dans une aventure.
Uira (ウイラ)
Il s'agit d'un petit animal à deux queues qui appartenait à Ethomas, un antiquaire d'Espreo. Ce dernier était intéressé par l'animal car c'est un « Shitoralpol », animal naissant avec une particularité physique, un pelage complètement blanc avec les yeux rouges. Mal traité par Ethomas, il va s’enfuir de sa boutique pour se retrouvé nez à nez avec Shio. Le garçon va négocier avec l'antiquaire pour récupérer l'animal qui sera nommé Uira voulant dire « Tonnerre ». Mais Uira n'est pas un simple animal : une âme mystérieuse a été emprisonnée dans son corps et elle va se réveiller au contact de Shio.

## Publication
Magus of the Library est écrit et illustré par Mitsu Izumi. Il est publié à partir du 7 novembre 2017 par l'éditeur Kōdansha via son magazine mensuel Kōdansha. L'éditeur Kōdansha publie la série sous format tankōbon à partir du 6 avril 2018. Le 6 juin 2025, 9 volumes ont été publiés.
En décembre 2018, Ki-oon annonce la publication de la version française et annonce la sortie du premier volume pour le 7 mars 2019.

### Liste des volumes
| no | Japonais        | Japonais          | Français        | Français          |
| no | Date de sortie  | ISBN              | Date de sortie  | ISBN              |
| --- | --------------- | ----------------- | --------------- | ----------------- |
| 1 | 6 avril 2018    | 978-4-06-511243-4 | 7 mars 2019     | 979-10-327-0467-7 |
| Liste des chapitres : - Chapitre 1 - L'enfant aux vilaines oreilles pointues - Chapitre 2 - Un héros monté sur un cheval noir - Chapitre 3 - Un bienfait pour un livre - Chapitre 4 - Une autre nouvelle                                                             |                 |                   |                 |                   |
| 2 | 7 novembre 2018 | 978-4-06-513566-2 | 6 juin 2019     | 979-10-327-0468-4 |
| Liste des chapitres : - Chapitre 5 - Le mariage d'une sœur - Chapitre 6 - Les voleurs de livres et la grande actrice - Chapitre 7 - Comme le tonnerre - Chapitre 8 - Cours, oreilles pointues ! - Chapitre 9 - Les ailes du temps                                    |                 |                   |                 |                   |
| 3 | 7 août 2019     | 978-4-06-516736-6 | 17 octobre 2019 | 979-10-327-0493-6 |
| Liste des chapitres : - Chapitre 10 - Un masque et magicien - Chapitre 11 - Les kahunas vivent-ils de campagnards ? - Chapitre 12 - Les aléas de la prudence - Chapitre 13 - Le jeune homme et la vieille dame - Chapitre 14 - Le petit garçon que j'ai élevé        |                 |                   |                 |                   |
| 4 | 5 juin 2020     | 978-4-06-519471-3 | 5 novembre 2020 | 979-10-327-0660-2 |
| Liste des chapitres : - Chapitre 15 - Un monde petit pour les serranos - Chapitre 16 - Quelques gouttes de sang noble - Chapitre 17 - Des possibilités presque infinies - Chapitre 18 - La grande dame de la bibliothèque - Chapitre 19 - Retrouvailles de Afshak    |                 |                   |                 |                   |
| 5 | 7 juin 2021     | 978-4-06-523523-2 | 17 mars 2022    | 979-10-327-0812-5 |
| Liste des chapitres : - Chapitre 20 - Une élève brillante - Chapitre 21 - La tête dans les étoiles - Chapitre 22 - L'équation de la vieille enseignante - Chapitre 23 - La nuit du roman - Chapitre 24 - La lumière de toutes les étoiles filantes est faite de mana |                 |                   |                 |                   |
| 6 | 7 juin 2022     | 978-4-06-528198-7 | 2 février 2023  | 979-10-327-1188-0 |
| Liste des chapitres : - Chapitre 25 - La distance au but - Chapitre 26 - Une tête à coup de pied - Chapitre 27 - Et pourtant, le jour se lève - Chapitre 28 - Tu es un sage - Chapitre 29 - Le cas de conscience de Tutul                                            |                 |                   |                 |                   |
| 7 | 7 juin 2023     | 978-4-06-531799-0 | 7 mars 2024     | 979-10-327-1632-8 |
| Liste des chapitres : - Chapitre 30 - La loi sur la gestion des bibliothèques - Chapitre 31 - Le roman disqualifié - Chapitre 32 - Le sablier - Chapitre 33 - Inza Fumis - Chapitre 34 - Le moment venu, je vous confierai le livre                                  |                 |                   |                 |                   |
| 8 | 6 juin 2024     | 978-4-06-535756-9 | 6 mars 2025     | 979-10-327-1949-7 |
| Liste des chapitres : - Chapitre 35 - Deux façons simples d'anéantir un pays - Chapitre 36 - Le département protection en action - Chapitre 32 - Tout était prêt pour l'attaque - Chapitre 33 - On vient vous protéger - Chapitre 34 - Cent ans de solitude          |                 |                   |                 |                   |
| 9 | 6 juin 2025     | 978-4-06-539701-5 |                 |                   |

## Réception
La série est classée 12e dans une liste de recommandations des librairies japonaises selon le sondage du Zenkoku Shotenin ga Eranda Osusume Comic 2018 (ja) (全国書店員が選んだおすすめコミック2018, litt. « Bandes dessinées recommandées par les librairies nationales de 2018 »), mené par la librairie en ligne Honya Club et publié en février 2019. En décembre 2021, la série est classée 50e dans la 21e liste « Livre de l'année » du magazine Da Vinci de Media Factory. 
Le journal Le Figaro a sélectionné Magus of the Library comme l'un de ses six mangas recommandés présentés au Salon du livre de Paris 2019.

### Œuvres
Édition japonaise
1. 1 2  (ja) « 図書館の大魔術師（１） », sur Kōdansha (consulté le 15 mars 2023)
2. 1 2  (ja) « 図書館の大魔術師（２） », sur Kōdansha (consulté le 15 mars 2023)
3. 1 2  (ja) « 図書館の大魔術師（３） », sur Kōdansha (consulté le 15 mars 2023)
4. 1 2  (ja) « 図書館の大魔術師（４） », sur Kōdansha (consulté le 15 mars 2023)
5. 1 2  (ja) « 図書館の大魔術師（５） », sur Kōdansha (consulté le 15 mars 2023)
6. 1 2  (ja) « 図書館の大魔術師（６） », sur Kōdansha (consulté le 15 mars 2023)
7. 1 2  (ja) « 図書館の大魔術師（７） », sur Kōdansha (consulté le 24 mai 2023)
8. 1 2  (ja) « 図書館の大魔術師（８） », sur Kōdansha (consulté le 26 mai 2024)
9. 1 2  (ja) « 図書館の大魔術師（９） », sur Kōdansha (consulté le 4 juin 2025)

Édition française
1. 1 2  « Magus of the Library tome 1 », sur Ki-oon (consulté le 15 mars 2023)
2. 1 2  « Magus of the Library tome 2 », sur Ki-oon (consulté le 15 mars 2023)
3. 1 2  « Magus of the Library tome 3 », sur Ki-oon (consulté le 15 mars 2023)
4. 1 2  « Magus of the Library tome 4 », sur Ki-oon (consulté le 15 mars 2023)
5. 1 2  « Magus of the Library tome 5 », sur Ki-oon (consulté le 15 mars 2023)
6. 1 2  « Magus of the Library tome 6 », sur Ki-oon (consulté le 15 mars 2023)
7. 1 2  « Magus of the Library tome 7 », sur Ki-oon (consulté le 24 mars 2024)
8. 1 2  « Magus of the Library tome 8 », sur manga-news (consulté le 4 juin 2025)